# Claudio Azzolini
Claudio Azzolini (Napoli, 9 giugno 1940) è un politico italiano.

## Biografia
Laureato in scienze turistiche, giornalista, è attualmente esponente di Forza Italia.
Ex-allievo della Scuola Militare Nunziatella di Napoli, dopo una carriera manageriale in Alitalia, ATI, Alfa Romeo, Aeritalia e SPI, nel 1994 viene eletto nella IV Circoscrizione (Italia Meridionale) per Forza Italia al Parlamento Europeo per la IV legislatura. Capogruppo di Forza Italia, nel 1998 ne guida l'ingresso nel Partito Popolare Europeo.
È stato eletto alla Camera dei deputati nel 2001, col sistema proporzionale nella circoscrizione Campania 1.
Nella XIV Legislatura è Presidente della Delegazione Parlamentare Italiana presso l'Assemblea del Consiglio d'Europa e Vice Presidente dell'Assemblea Parlamentare del Consiglio d'Europa.
Alle elezioni politiche del 2006 è stato nuovamente eletto alla Camera dei deputati per la XV Legislatura.